# Dobogó (Budapest)
Dobogó Budapest egyik városrésze a XI. kerületben. Az M1-M7-es autópályák közös bevezető szakasza és a Balatoni út között elterülő apró városrész máig szinte teljesen beépítetlen; állandó lakossága néhány fő. A Dél-budai Centrumkórház tervezett helyszíne.

## Fekvése
Határai: Budaörsi út a Kőérberki úti aluljárótól – Lapu utcai aluljáró – Dobogó út –  Balatoni út – Poprádi út – Kőérberki út a Budaörsi útig.
Az M1–M7-es autópályák közös bevezető szakaszáról nézve a sztráda Gazdagréttel átellenes oldalán található.

## Története
A Keserű-ér (Határ-árok) két ága között 151 méter magasan kiemelkedő azonos nevű domb az 1847-es dűlőkeresztelő során kapta a nevét az addigi német Galgenberg (Akasztó-hegy) helyett.